# Епархия Луизы
Епархия Луизы (лат. Dioecesis Ludovicanus) — епархия Римско-Католической Церкви с центром в городе Луиза, Демократическая Республика Конго. Епархия Луизы входит в митрополию Кананги.

## История
26 сентября 1967 года Святой Престол учредил епархию Луизы, выделив её из архиепархии Кананги.

## Ординарии епархии
- епископ Bernard Mels (1967 — 1970);
- епископ Godefroid Mukeng’a Kalond (1971 — 1997);
- епископ Léonard Kasanda Lumembu (1998 — по настоящее время).